# EPROM

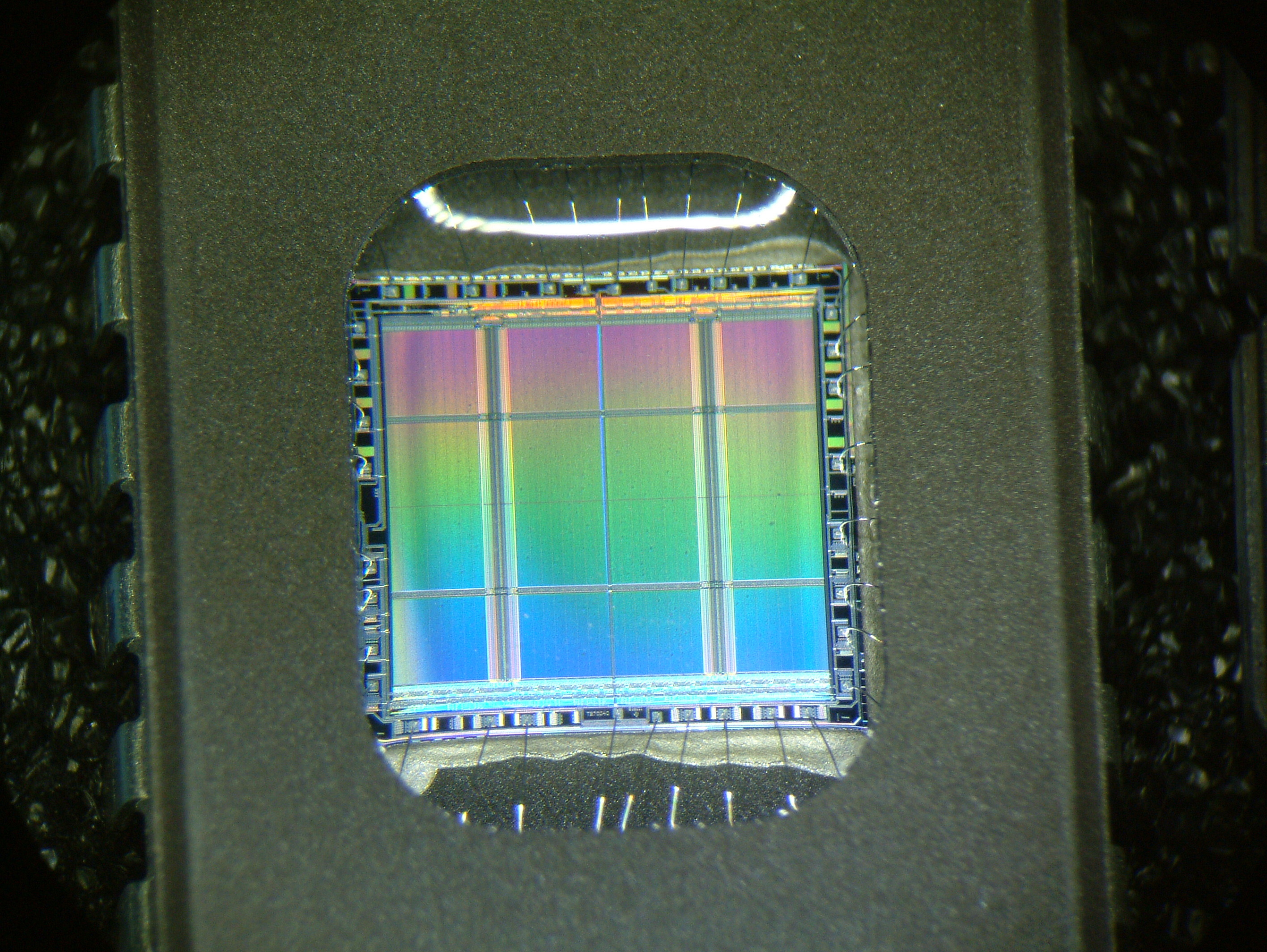
텍사스 인스트루먼트 TMS27C040 EPROM: 4 메가비트 저장 공간과 8비트 출력을 갖춘 CMOS 칩 (600mil 세라믹 이중 인라인 패키지). TMS27C040은 5볼트에서 작동하지만 13볼트에서 프로그래밍해야 한다.

EPROM(Erasable PROM, 삭제 가능한 롬, 드물게 EROM), 즉 소거 가능 프로그래밍 가능 읽기 전용 메모리(erasable programmable read-only memory)는 전원 공급이 꺼져도 데이터를 유지하는 PROM 칩의 한 종류이다. 전원 공급이 꺼졌다가 다시 켜진 후에도 저장된 데이터를 검색할 수 있는 컴퓨터 메모리를 비휘발성 메모리라고 한다. 이는 일반적으로 디지털 회로에서 사용되는 전압보다 높은 전압을 공급하는 전자 장치에 의해 개별적으로 프로그래밍되는 플로팅 게이트 트랜지스터의 배열이다. 일단 프로그래밍된 EPROM은 강한 자외선 (UV) 광원 (예: 수은등)에 노출시켜 지울 수 있다. EPROM은 패키지 상단에 투명한 석영유리 (또는 후기 모델에서는 수지) 창이 있어 규소 칩이 보이고 소거 시 자외선에 노출될 수 있어 쉽게 식별할 수 있다. 이는 1971년에 도브 프로만이 발명했다.

## 작동

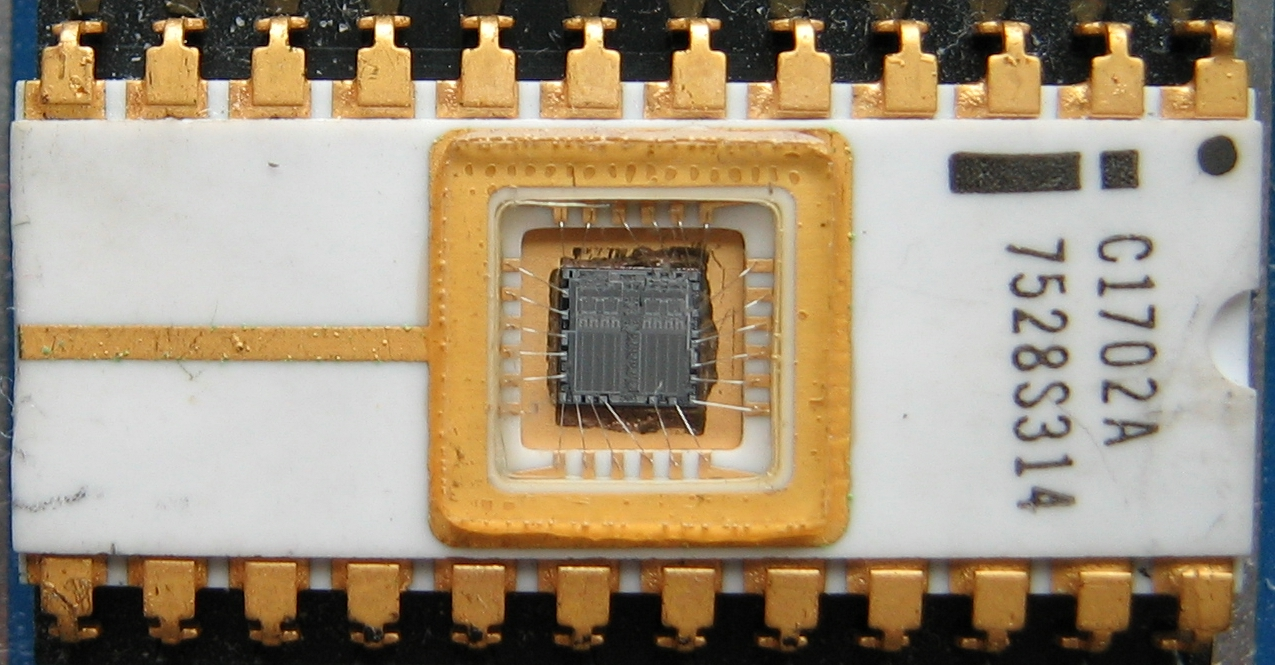
초기 EPROM 유형 중 하나인 인텔 1702A EPROM (1971년), 256 x 8비트. 작은 석영 창은 소거를 위한 UV 광선을 받아들인다.

EPROM 메모리 셀의 개발은 트랜지스터의 게이트 연결이 끊어진 결함이 있는 집적 회로에 대한 조사를 통해 시작되었다. 이러한 분리된 게이트에 저장된 전하는 문턱 전압을 변경한다.
1957년, 프로쉬(Frosch)와 데릭(Derick)은 벨 연구소에서 최초의 이산화 규소 전계 효과 트랜지스터를 제조할 수 있었는데, 이는 드레인과 소스가 표면에서 인접한 최초의 트랜지스터였다. 벨 연구소에서 MOSFET가 발명된 후, 프랭크 완라스는 1960년대 초에 MOSFET 구조를 연구했다. 1963년에 그는 게이트 산화물을 통해 금속 게이트로 전하가 이동하는 것을 발견했다. 그는 이를 추구하지 않았지만, 이 아이디어는 나중에 EPROM 기술의 기초가 되었다.
1967년, 벨 연구소의 강대원과 사이먼 민 스제는 MOSFET의 플로팅 게이트가 재프로그래밍 가능한 ROM (읽기 전용 메모리)의 셀로 사용될 수 있다고 제안했다. 이 개념을 바탕으로 인텔의 도브 프로만은 1971년에 EPROM을 발명했고, 1972년에 3660819 미국 특허 3,660,819를 받았다. 프로만은 2048비트 EPROM인 인텔 1702를 설계했으며, 이는 1971년에 인텔에서 발표되었다.
EPROM의 각 저장 위치는 단일 장효과 트랜지스터로 구성된다. 각 전계 효과 트랜지스터는 장치 반도체 본체 내의 채널로 구성된다. 소스와 드레인 접점은 채널 끝의 영역에 만들어진다. 산화물의 절연층이 채널 위에 성장된 다음, 전도성 (실리콘 또는 알루미늄) 게이트 전극이 증착되고, 게이트 전극 위에 더 두꺼운 산화물 층이 증착된다. 플로팅 게이트 전극은 집적 회로의 다른 부분과 연결되어 있지 않으며 주변 산화물 층에 의해 완전히 절연되어 있다. 제어 게이트 전극이 증착되고 그 위에 추가 산화물이 덮인다.
EPROM에서 데이터를 검색하려면 EPROM의 주소 핀에 있는 값으로 표시되는 주소가 디코딩되어 하나의 워드 (일반적으로 8비트 바이트) 저장소가 출력 버퍼 증폭기에 연결된다. 워드의 각 비트는 저장 트랜지스터가 켜지거나 꺼지거나, 전도성이거나 비전도성인지에 따라 1 또는 0이다.

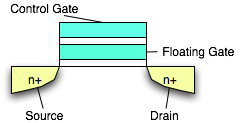
플로팅 게이트 트랜지스터의 단면도

장효과 트랜지스터의 스위칭 상태는 트랜지스터의 제어 게이트에 가해지는 전압에 의해 제어된다. 이 게이트에 전압이 존재하면 트랜지스터에 전도성 채널이 생성되어 트랜지스터가 켜진다. 실제로 플로팅 게이트에 저장된 전하는 트랜지스터의 문턱 전압을 프로그래밍할 수 있게 한다.
메모리에 데이터를 저장하려면 특정 주소를 선택하고 트랜지스터에 더 높은 전압을 인가해야 한다. 이로 인해 전자의 눈사태 방전이 발생하며, 이 전자들은 절연 산화물 층을 통과하여 게이트 전극에 축적될 수 있는 충분한 에너지를 갖는다. 높은 전압이 제거되면 전자들은 전극에 갇히게 된다. 게이트를 둘러싼 산화 규소의 높은 절연 값으로 인해 저장된 전하는 쉽게 누설되지 않으며 데이터는 수십 년 동안 유지될 수 있다.
프로그래밍 과정은 전기적으로 되돌릴 수 없다. 트랜지스터 배열에 저장된 데이터를 지우려면 다이에 자외선을 직접 비춘다. UV 광선의 광자는 이산화 규소 내에서 이온화를 일으켜 플로팅 게이트에 저장된 전하가 소멸되도록 한다. 전체 메모리 배열이 노출되므로 모든 메모리가 동시에 지워진다. 이 과정은 편리한 크기의 UV 램프의 경우 몇 분이 걸리며, 햇빛은 몇 주, 실내 형광등은 몇 년에 걸쳐 칩을 지울 수 있다. 일반적으로 EPROM은 장비에서 제거하여 지워야 한다. 왜냐하면 회로 내에서 부품을 지우기 위해 UV 램프를 내장하는 것이 보통 실용적이지 않기 때문이다. 전기적으로 지울 수 있는 프로그래밍 가능 읽기 전용 메모리 (EEPROM)는 전기 소거 기능을 제공하기 위해 개발되었으며 현재는 자외선 소거 부품을 대부분 대체했다.

## 세부 정보

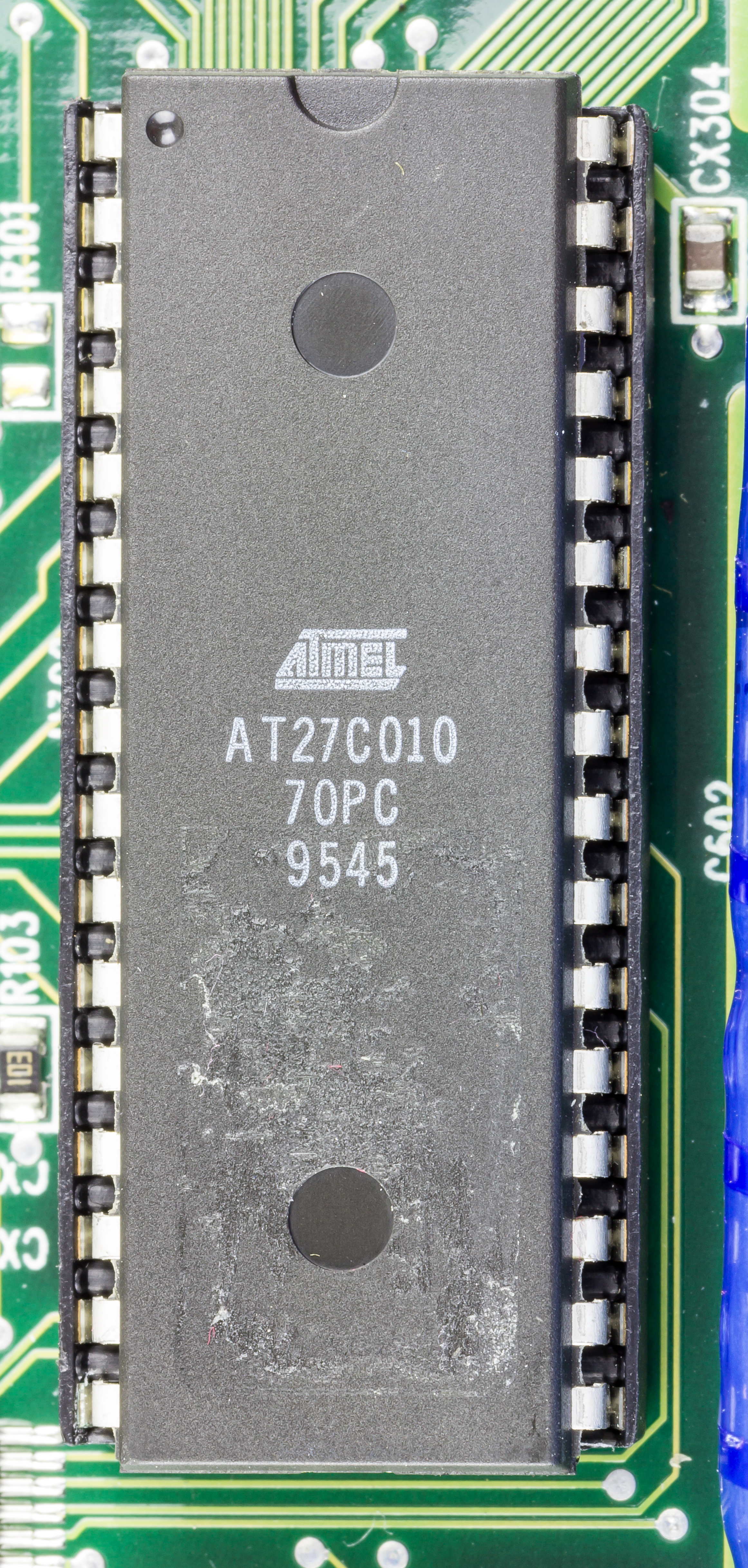
아트멜 AT27C010 - OTP EPROM

쿼츠 창은 제조 비용이 비싸기 때문에 OTP (일회성 프로그래밍 가능) 칩이 도입되었다. 이 칩은 불투명한 패키지에 다이가 장착되어 프로그래밍 후 지울 수 없다. 이는 또한 소거 기능 테스트의 필요성을 없애 비용을 더욱 절감한다. EPROM 및 EPROM 기반 마이크로컨트롤러의 OTP 버전이 모두 제조된다. 그러나 OTP EPROM (별도 또는 더 큰 칩의 일부)은 셀 비용이 중요하지 않은 소형 크기의 경우 EEPROM으로, 대형 크기의 경우 플래시로 점점 더 대체되고 있다.
프로그래밍된 EPROM은 최소 10~20년 동안 데이터를 유지하며, 많은 경우 35년 이상 데이터가 유지되며 수명에 영향을 주지 않고 무제한으로 읽을 수 있다. 햇빛이나 카메라 플래시에서 발견되는 UV에 의한 우발적인 소거를 방지하기 위해 소거 창은 불투명한 라벨로 덮어두어야 한다. 오래된 PC BIOS 칩은 종종 EPROM이었으며, 소거 창은 종종 BIOS 게시자의 이름, BIOS 개정판, 저작권 고지사항이 포함된 접착 라벨로 덮여 있었다. 종종 이 라벨은 UV에 대한 불투명성을 보장하기 위해 호일 뒷면으로 되어 있었다.
EPROM의 소거는 400 nm보다 짧은 파장에서 시작된다. 햇빛에 1주일 노출되거나 실내 형광등에 3년 노출되면 소거가 발생할 수 있다. 권장되는 소거 절차는 253.7 nm의 UV 광선에 최소 15 Ws/cm2 노출하는 것으로, 일반적으로 램프를 약 2.5 cm 거리에 두고 20~30분 안에 달성된다.
소거는 X선으로도 가능하다:
 그러나 게이트 전극에 전기적으로 접근할 수 없으므로 소거는 비전기적인 방법으로 이루어져야 한다. 포장되지 않은 장치의 어떤 부분에 자외선을 비추면 플로팅 게이트에서 규소 기판으로 광전류가 흐르게 되어 게이트가 초기 충전되지 않은 상태로 방전된다 (광전 효과). 이러한 소거 방법은 패키지가 최종적으로 밀봉되기 전에 복잡한 메모리 배열의 완전한 테스트 및 수정을 가능하게 한다. 패키지가 밀봉된 후에도 정보는 5*104 라드 이상의 X선 방사선에 노출시켜 지울 수 있으며, 이 용량은 상업용 X선 발생기로 쉽게 달성된다.

 다시 말해, EPROM을 지우려면 먼저 X선을 쬐고 약 600도 섭씨의 오븐에 넣어야 한다 (X선으로 인한 반도체 변형을 소둔하기 위해). 이 과정이 부품의 신뢰성에 미치는 영향은 광범위한 테스트를 필요로 했을 것이므로 그들은 대신 창을 선택했다.

EPROM은 제한적이지만 많은 수의 소거 주기를 갖는다. 게이트 주변의 이산화 규소는 각 주기마다 손상을 축적하여 수천 주기 후에 칩을 신뢰할 수 없게 만든다. EPROM 프로그래밍은 다른 형태의 메모리에 비해 느리다. 고밀도 부품은 상호 연결 및 게이트 층 사이에 노출된 산화물이 거의 없으므로, 자외선 소거는 매우 큰 메모리에는 덜 실용적이다. 패키지 내부의 먼지조차도 일부 셀이 지워지는 것을 방해할 수 있다.

## 응용
대량의 부품 (수천 개 이상)의 경우 마스크 프로그램된 ROM이 가장 저렴한 장치이다. 그러나 이는 IC 마스크 레이어 또는 포토마스크의 아트워크 또는 디자인을 변경하여 ROM에 데이터를 저장해야 하므로 제조에 몇 주가 소요된다. 처음에는 EPROM이 대량 생산에 너무 비싸고 개발용으로만 사용될 것이라고 생각했다. 그러나 펌웨어의 빠른 업그레이드 이점을 고려하면 소량 생산이 EPROM 부품으로 경제적이라는 사실이 곧 밝혀졌다.
EEPROM과 플래시 메모리 시대 이전의 일부 마이크로컨트롤러는 온칩 EPROM을 사용하여 프로그램을 저장한다. 이러한 마이크로컨트롤러에는 인텔 8048의 일부 버전, 프리스케일 68HC11, PIC 마이크로컨트롤러의 "C" 버전이 포함된다. EPROM 칩과 마찬가지로 이러한 마이크로컨트롤러는 디버깅 및 프로그램 개발에 사용되는 창형 (고가) 버전으로 출시되었다. 동일한 칩은 생산용으로 (약간 저렴한) 불투명 OTP 패키지로도 출시되었다. 이러한 칩의 다이를 빛에 노출시키면 개발에 사용된 창형 부품에서 생산용 비창형 부품으로 전환할 때 예상치 못한 방식으로 동작이 변경될 수도 있다.

## EPROM 세대, 크기 및 유형

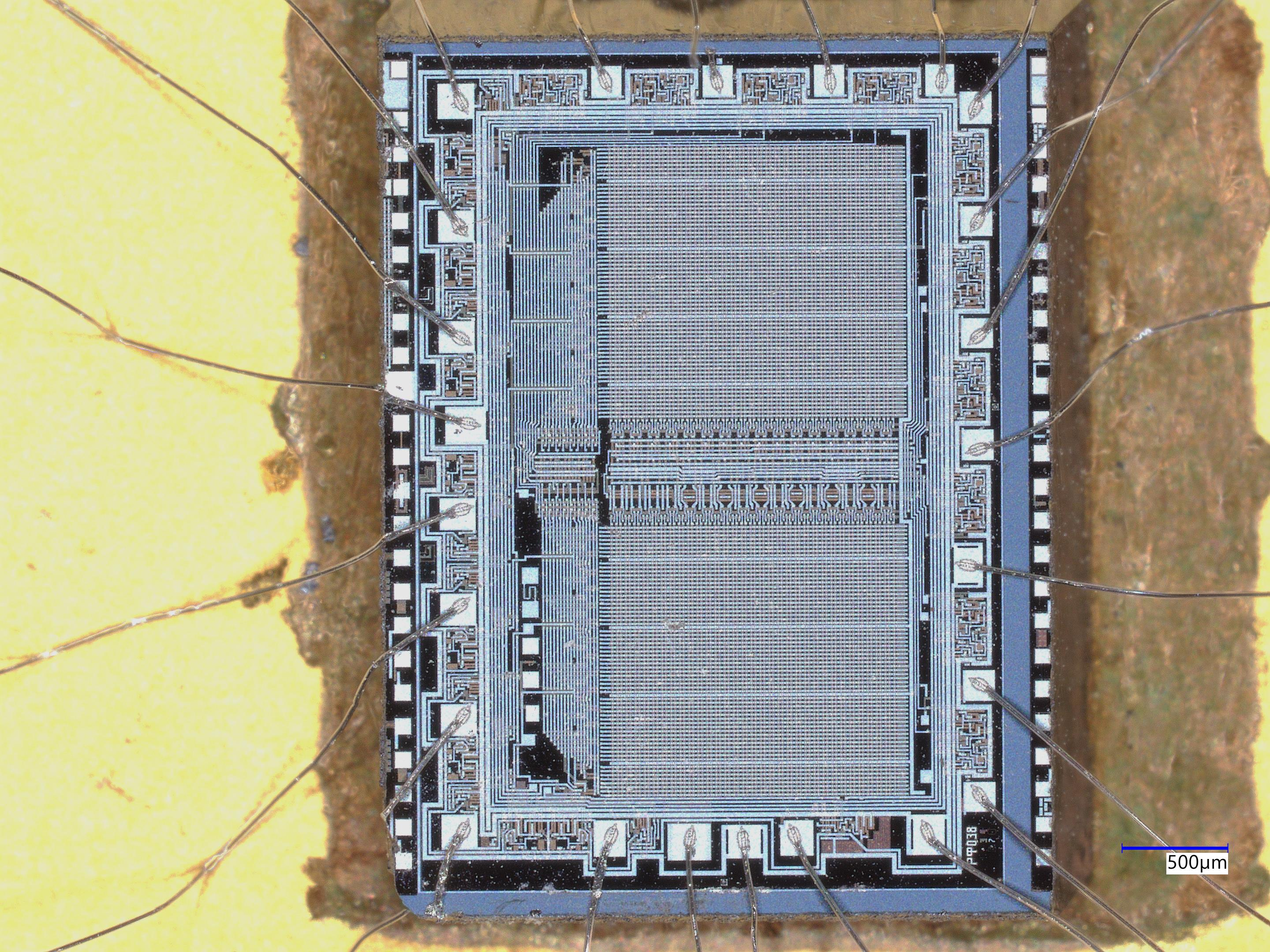
K573RF1

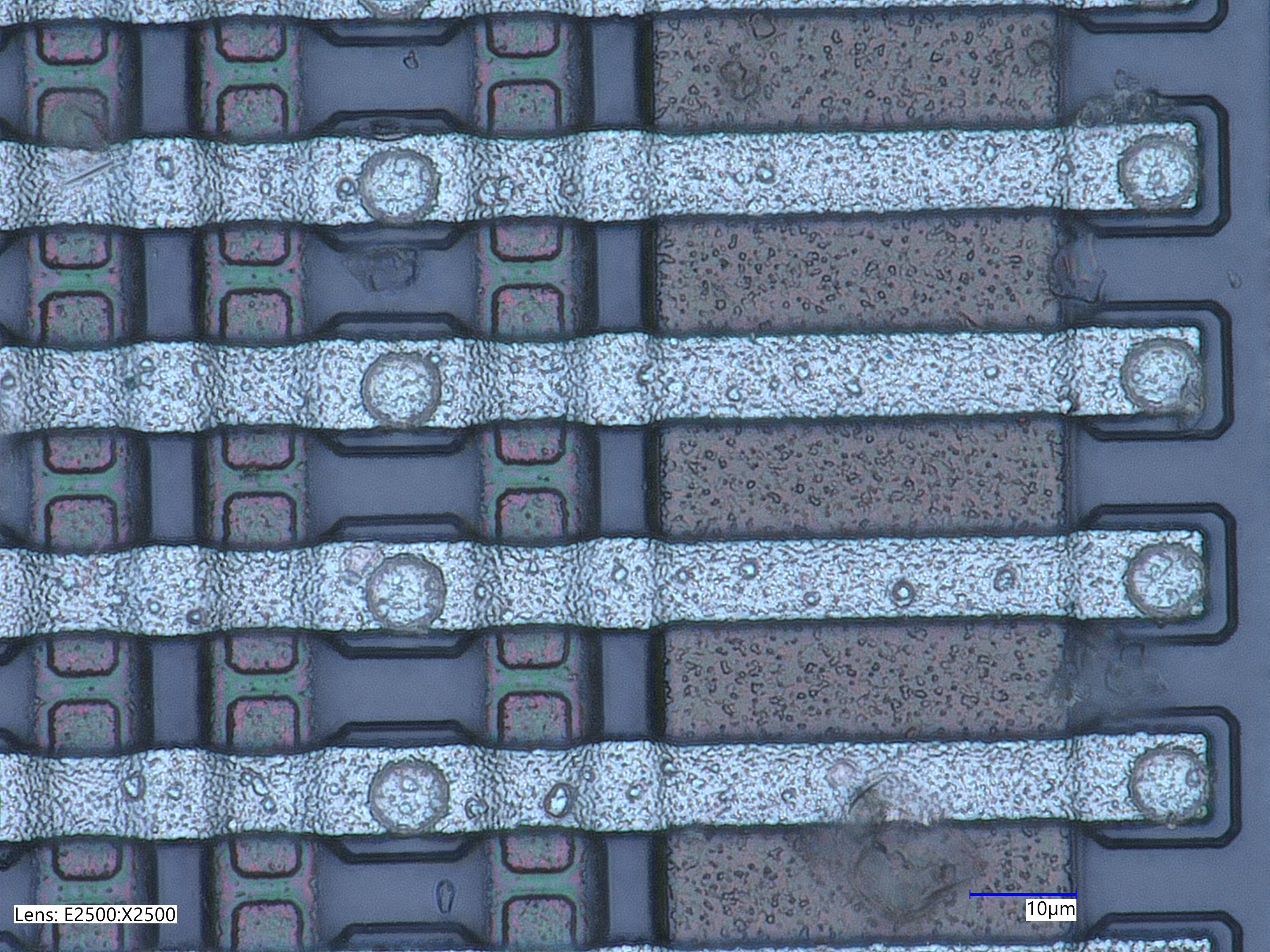
EPROM 8kbit - 4비트 상세

1세대 1702 장치는 p-MOS 기술로 제작되었다. 읽기 모드에서는 VCC = VBB = +5 V 및 VDD = VGG = -9 V로 전원이 공급되었고, 프로그래밍 모드에서는 VDD = VGG = -47 V로 전원이 공급되었다.
2세대 2704 / 2708 장치는 n-MOS 기술로 전환되었고, VCC = +5 V, VBB = -5 V, VDD = +12 V의 3선 전원 공급 장치와 프로그래밍 모드에서 VPP = 12 V 및 +25 V 펄스를 사용했다.
3세대 2716 / 2732 장치는 진화된 n-MOS 기술로 업그레이드되어 읽기 작업에 단일 VCC = +5 V 전원 공급 장치만 필요했고, 펄스 없이 단일 VPP = +25 V 프로그래밍 전압을 사용했다. 불필요한 VBB 및 VDD 핀은 추가 주소 비트에 재사용되어 동일한 24핀 패키지에서 더 큰 용량 (2716 / 2732)을 허용했으며, 더 큰 패키지로는 훨씬 더 큰 용량을 허용했다.
나중에 CMOS 기술 비용이 감소하여 동일한 장치를 CMOS 기술을 사용하여 제조할 수 있게 되었고, 장치 번호에 "C" 문자가 추가되었다 (27xx(x)는 n-MOS이고 27Cxx(x)는 CMOS).
다른 제조업체의 동일한 크기 부품은 읽기 모드에서 호환되지만, 다른 제조업체는 서로 다른 프로그래밍 모드를 추가했으며 때로는 여러 프로그래밍 모드를 추가하여 프로그래밍 과정에서 미묘한 차이가 발생했다. 이로 인해 더 큰 용량의 장치는 "시그니처 모드"를 도입하여 EPROM 프로그래머가 제조업체와 장치를 식별할 수 있도록 했다. 이는 A9 핀에 +12 V를 강제로 인가하고 두 바이트의 데이터를 읽어내는 방식으로 구현되었다. 그러나 이것이 보편적이지 않았기 때문에 프로그래머 소프트웨어는 올바른 프로그래밍을 보장하기 위해 칩의 제조업체 및 장치 유형을 수동으로 설정할 수 있도록 허용하기도 했다.
| EPROM 유형                 | 연도 | 크기 — 비트 | 크기 — 바이트 | 길이 (hex) | 마지막 주소 (hex) | 기술      |
| -------------------------- | ---- | ----------- | ------------- | ---------- | ----------------- | --------- |
| 1702, 1702A                | 1971 | 2 Kbit      | 256           | 100        | FF                | PMOS      |
| 2704                       | 1975 | 4 Kbit      | 512           | 200        | 1FF               | NMOS      |
| IM6654                     |      | 4 Kbit      | 512           | 200        | 1FF               | CMOS      |
| 2708                       | 1975 | 8 Kbit      | 1 KB          | 400        | 3FF               | NMOS      |
| 2716, 27C16, TMS2716, 2516 | 1977 | 16 Kbit     | 2 KB          | 800        | 7FF               | NMOS/CMOS |
| 2732, 27C32, 2532          | 1979 | 32 Kbit     | 4 KB          | 1000       | FFF               | NMOS/CMOS |
| 2764, 27C64, 2564          |      | 64 Kbit     | 8 KB          | 2000       | 1FFF              | NMOS/CMOS |
| 27128, 27C128              |      | 128 Kbit    | 16 KB         | 4000       | 3FFF              | NMOS/CMOS |
| 27256, 27C256              |      | 256 Kbit    | 32 KB         | 8000       | 7FFF              | NMOS/CMOS |
| 27512, 27C512              |      | 512 Kbit    | 64 KB         | 10000      | FFFF              | NMOS/CMOS |
| 27C010, 27C100             |      | 1 Mbit      | 128 KB        | 20000      | 1FFFF             | CMOS      |
| 27C020                     |      | 2 Mbit      | 256 KB        | 40000      | 3FFFF             | CMOS      |
| 27C040, 27C400, 27C4001    |      | 4 Mbit      | 512 KB        | 80000      | 7FFFF             | CMOS      |
| 27C080                     |      | 8 Mbit      | 1 MB          | 100000     | FFFFF             | CMOS      |
| 27C160                     |      | 16 Mbit     | 2 MB          | 200000     | 1FFFFF            | CMOS      |
| 27C320, 27C322             |      | 32 Mbit     | 4 MB          | 400000     | 3FFFFF            | CMOS      |

## 갤러리

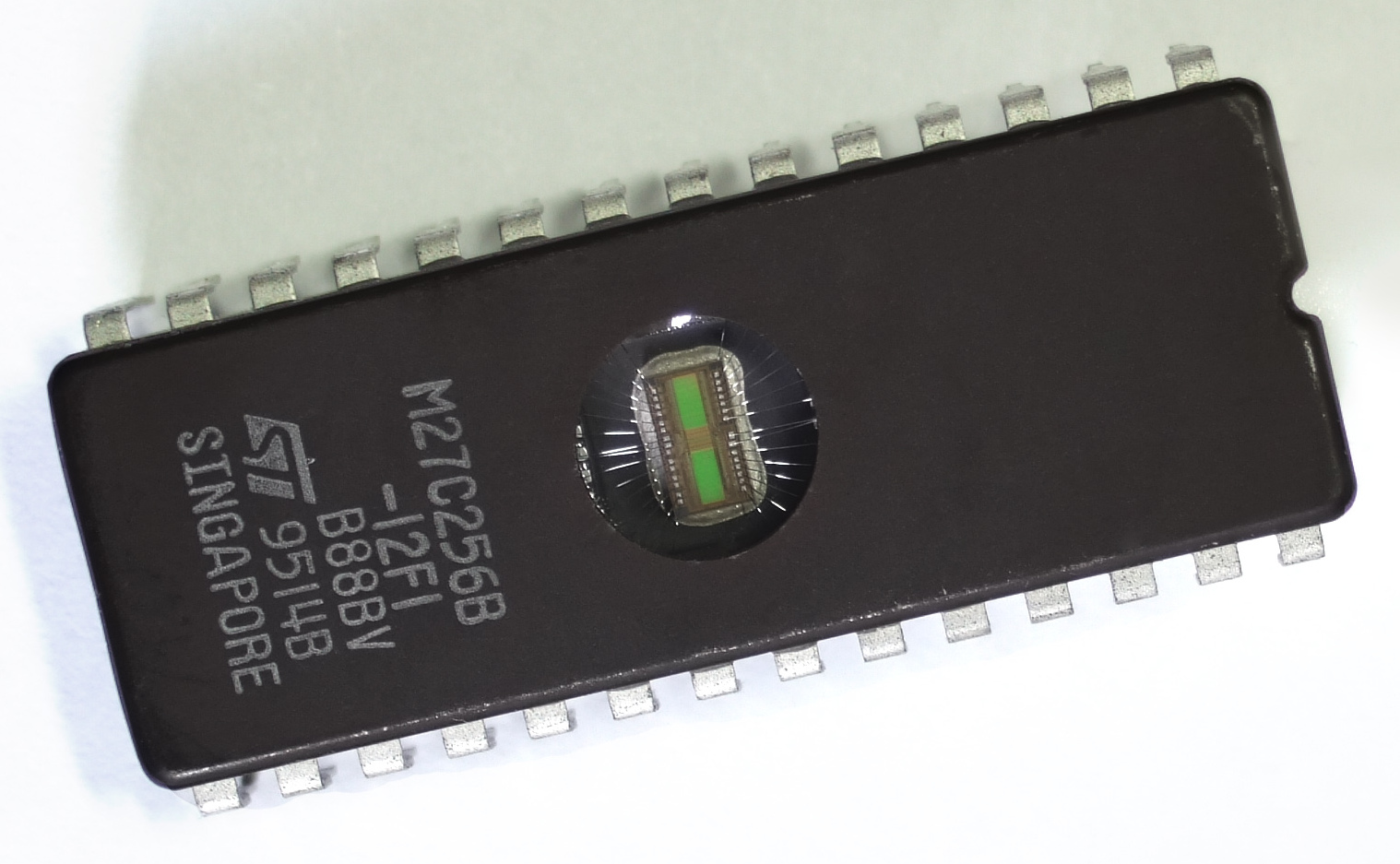
32 KB (256 Kbit) EPROM. -12 접미사는 이 장치가 120 나노초의 접근 시간을 가짐을 나타낸다.
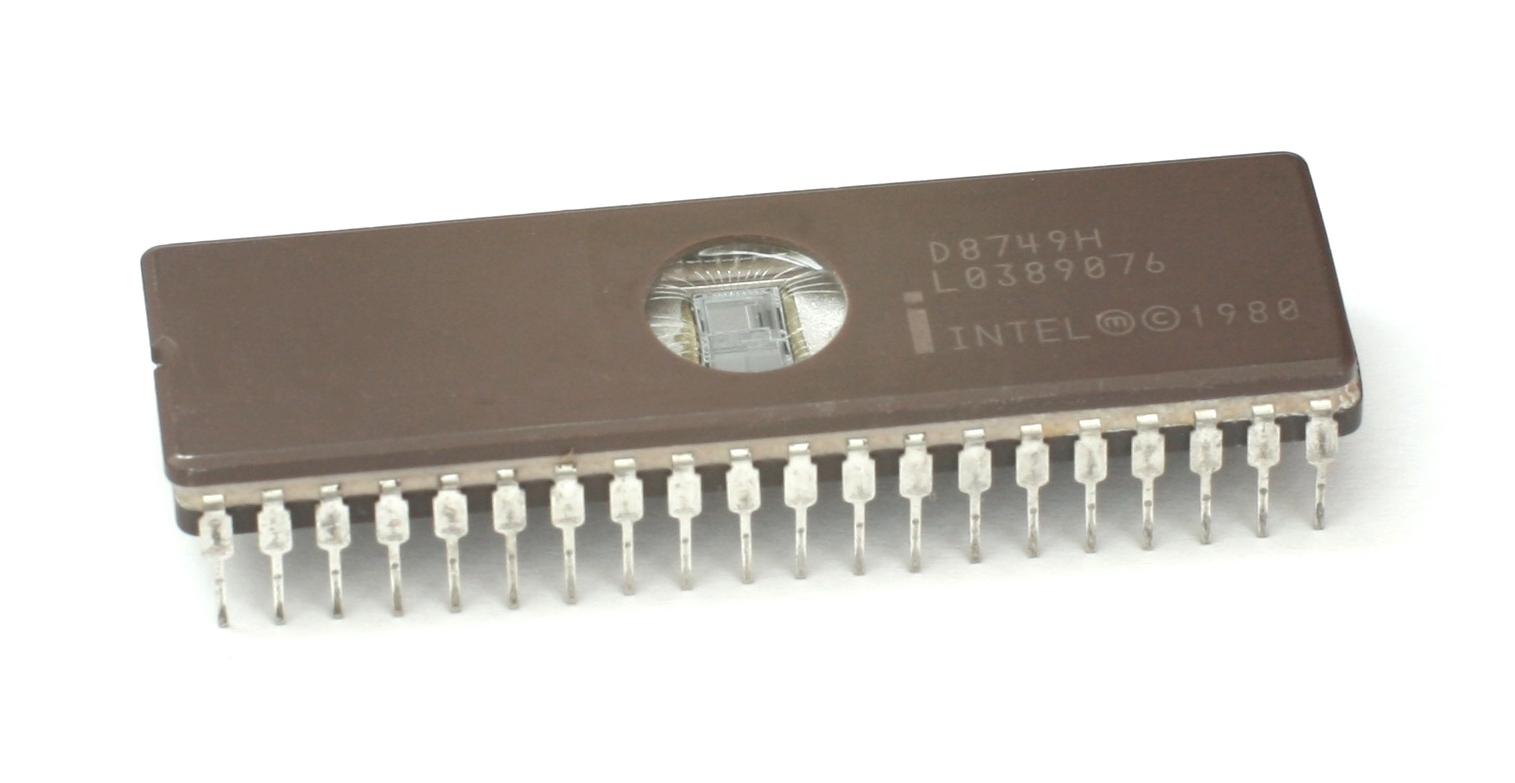
이 8749 마이크로컨트롤러는 내부 EPROM에 프로그램을 저장한다.
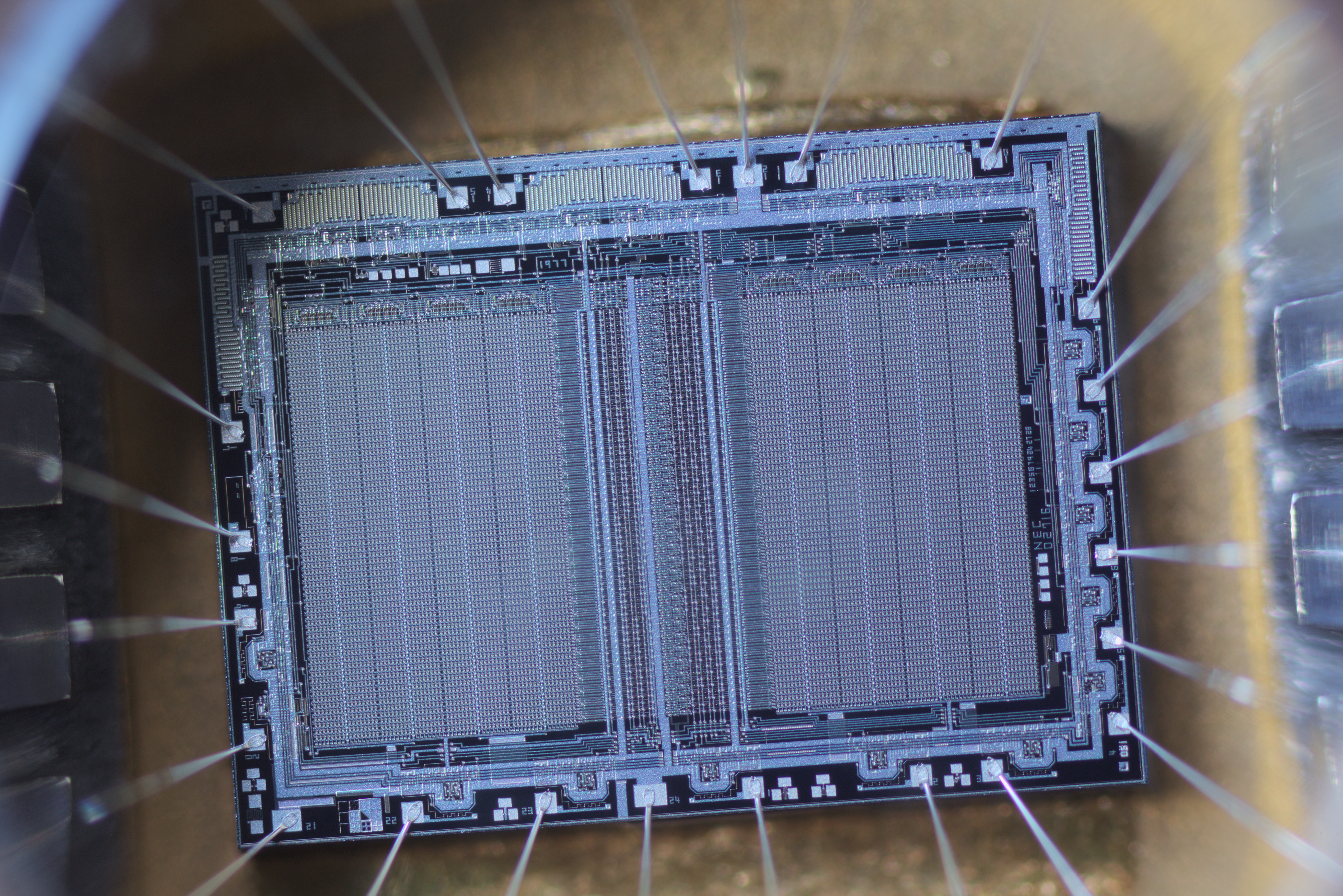
NEC 02716, 16 KBit EPROM
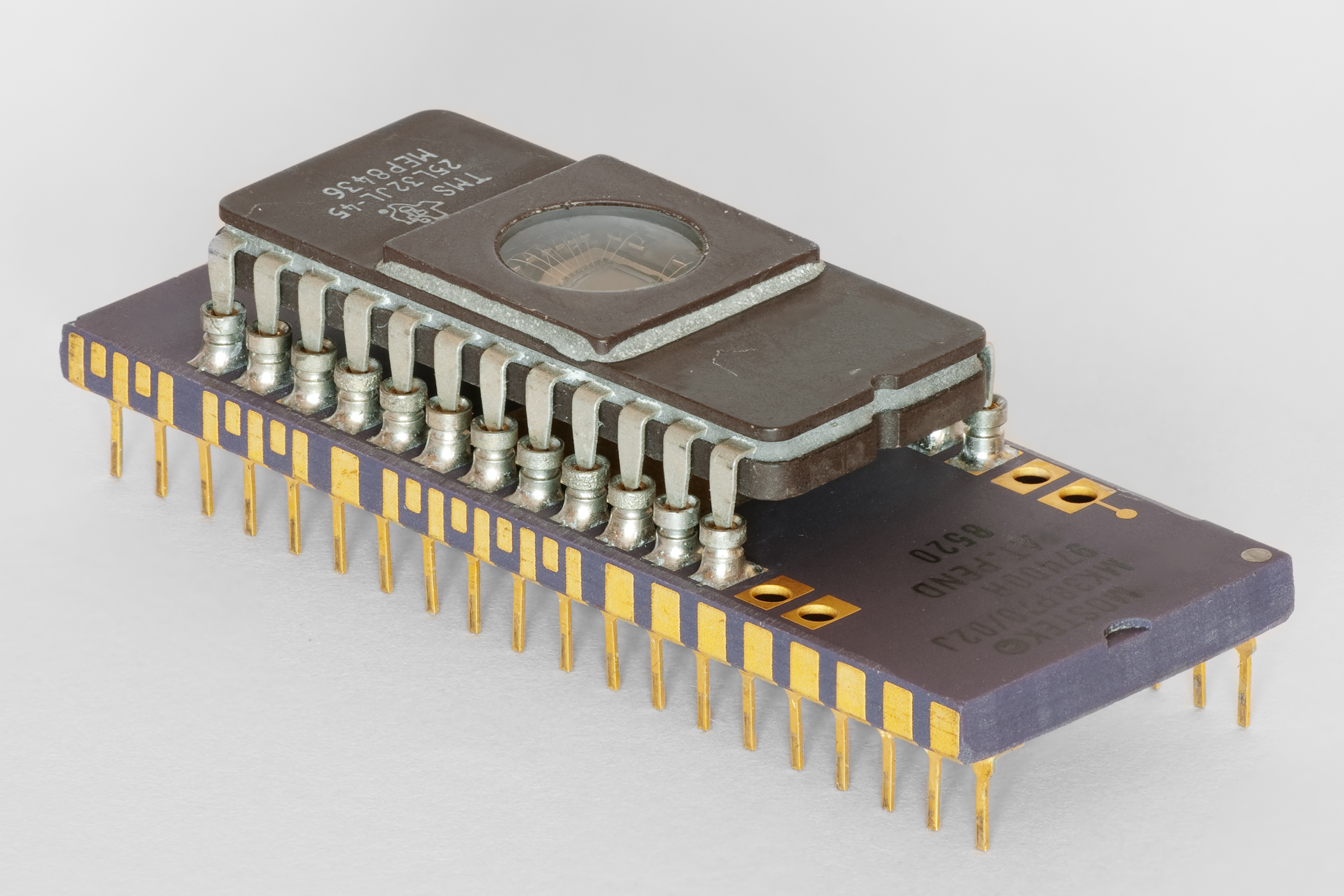
EPROM이 부착된 MOSTEK의 피기백 마이크로컨트롤러

## 같이 보기
- PROM
- EEPROM
- 플래시 메모리
- 인텔 HEX - 파일 형식
- SREC - 파일 형식
- 소자 프로그래머

## 내용주
1. ↑   500 J/kg

## 문헌
- Sah, Chih-Tang (1991), 《Fundamentals of solid-state electronics》, World Scientific, ISBN 981-02-0637-2.